# Lord Cardross
Lord Cardross ist ein erblicher britischer Adelstitel in der Peerage of Scotland.

## Verleihung
König Karl I. übertrug die feudale Baronie von Cardross zusammen mit anderen Ländereien mit Urkunde vom 27. März 1604 seinem loyalen Gefolgsmann John Erskine, 19. Earl of Mar, 7. Lord Erskine. Am 9. Juli 1606 wurde die Übereignung durch Act of Parliament bestätigt, Cardross zur Lordship of Parliament erhoben und John Erskine entsprechend der Titel Lord Cardross zugesprochen. Die damals angeforderte königliche Verleihungsurkunde wurde schließlich am 10. Juni 1610 ausgefertigt, so dass der Titel formell als zu diesem Zeitpunkt geschaffen gilt. Die Verleihungsurkunde enthielt die besondere Regelung, dass der Earl seinen männlichen Titelerben selbst bestimmen durfte. Entsprechend nominierte er mit Urkunde vom 31. Januar 1617 seinen drittgeborenen Sohn Henry Erskine als Erben dieses Titels, was ihm mit königlicher Urkunde vom 13. März 1617 bestätigt wurde. Da Henry Erskine, Master of Cardross, bereits 1628 vor seinem Vater starb, erbte schließlich dessen Sohn David den Titel als 2. Lord.
Dessen Enkel, der 4. Lord, erbte 1695 von seinem Cousin auch den Titel 9. Earl of Buchan. Der Lordtitel ist seither ein nachgeordneter Titel des jeweiligen Earls of Buchan und wird von dessen jeweils ältestem Sohn und Titelerben als Höflichkeitstitel geführt.
Heutiger Titelinhaber ist seit 2022 Henry Erskine, 18. Earl of Buchan als 13. Lord Cardross.

## Liste der Lords Cardross (1610)
- John Erskine, 19. Earl of Mar, 1. Lord Cardross (1562–1634)
- David Erskine, 2. Lord Cardross (1627–1671)
- Henry Erskine, 3. Lord Cardross (1650–1693)
- David Erskine, 9. Earl of Buchan, 4. Lord Cardross (1672–1745)
- Henry Erskine, 10. Earl of Buchan, 5. Lord Cardross (1710–1767)
- David Erskine, 11. Earl of Buchan, 6. Lord Cardross (1742–1829)
- Henry Erskine, 12. Earl of Buchan, 7. Lord Cardross (1783–1857)
- David Erskine, 13. Earl of Buchan, 8. Lord Cardross (1815–1898)
- Shipley Erskine, 14. Earl of Buchan, 9. Lord Cardross (1850–1934)
- Ronald Erskine, 15. Earl of Buchan, 10. Lord Cardross (1878–1960)
- Donald Erskine, 16. Earl of Buchan, 11. Lord Cardross (1899–1984)
- Malcolm Erskine, 17. Earl of Buchan, 12. Lord Cardross (1930–2022)
- Henry Erskine, 18. Earl of Buchan, 13. Lord Cardross (* 1960)

Titelerbe (Heir apparent) ist der Sohn des aktuellen Titelinhabers Alexander Erskine, Lord Cardross (* 1990).